# Османов, Ахмед Ибрагимович
Ахме́д Ибраги́мович Осма́нов (1 апреля 1935, Хасавюрт Дагестанской АССР — 16 июня 2020) — советский и российский историк, специалист в области новейшей истории народов России, социально-экономической и политической истории Северного Кавказа. Член-корреспондент РАН с 22 марта 2003 года по Отделению историко-филологических наук (российская история).

## Биография
Родился в селе Шава Бабаюртовского района, административно подчинённом Цумадинскому району Дагестана. 
Окончил Бабаюртовскую среднюю школу (1954) и историко-филологический факультет ДГУ (1958). В 1958—1960 годах — младший научный сотрудник Дагестанского филиала ИМЛ при ЦК КПСС. В 1960—1964 годах — инструктор, заместитель заведующего отделом пропаганды и агитации, секретарь, первый секретарь Дагестанского обкома ВЛКСМ; в 1964—1966 годах — слушатель ВПШ при ЦК КПСС. Депутат Верховного Совета ДАССР (1962—1966).
С 1966 года работал в Институте истории, языка и литературы Дагестанского филиала АН СССР (в настоящее время — Институт истории, археологии и этнографии ДНЦ РАН) в должностях младшего и старшего научного сотрудника; заместитель директора по науке (1976—1992). Участвовал в организации историко-археографических и этнографических экспедиций по Дагестану (1981—1989, 1993). С февраля 1992 по апрель 2009 года — директор Института, председатель Учёного совета, с 2009 года — советник РАН.
Кандидат исторических наук (1969, диссертация «Борьба дагестанской областной партийной организации за ликвидацию кулачества как класса»), доктор исторических наук (1980, диссертация «Исторический опыт по осуществлению новой экономической политики в национальных районах Северного Кавказа (на материалах Дагестанской АССР)»), профессор. Автор около 150 научных публикаций.
Член Президиума ДНЦ РАН, сопредседатель ассоциации историков Дагестана, председатель Научного совета ассоциации. Член Научного совета РАН по исторической демографии и исторической географии, сопредседатель Северокавказского оргкомитета Совета по изучению проблем аграрной истории. Член Республиканской межведомственной комиссии по инвентаризации и учёту состояния историко-культурного наследия народов Дагестана и комиссии по увековечиванию памяти выдающихся деятелей Дагестана при Президенте РД, член редколлегии «Вестника ДНЦ РАН», председатель редакционного совета «Вестника ИИАЭ».
Читал спецкурсы в вузах Дагестана, председательствовал на государственных экзаменационных комиссиях. С 1993 по 2011 год — председатель докторского диссертационного совета ИИАЭ по специальностям «Отечественная история», «Археология» и «Этнология и этнография», возглавлял также комиссию по приёму вступительных и кандидатских экзаменов в аспирантуру.

## Научная деятельность
Основные труды посвящены истории крестьянства Дагестана, в особенности периода нэпа и коллективизации. А. И. Османовым показано значение новой экономической политики в ломке и разрушении патриархальных общественных институтов, в распространении товарно-денежных отношений, хозрасчёта, торговли в ДАССР. Значительное место в исследованиях занимают дискуссионные вопросы аграрной истории Северного Кавказа, проблемы влияния на их решение государственной политики, раскрытие организационной роли государства в социально-экономическом развитии регионов России. В сфере интересов учёного находилась и история социально-культурных изменений многонационального горного края.
По инициативе А. И. Османова с 1980-х годов выпускаются сборники документов по различным аспектам северокавказской истории. Многократно выступал организатором всесоюзных и региональных научных конференций, посвящённых актуальным проблемам исторической науки; был участником всесоюзных совещаний по координации научной деятельности учреждений АН СССР и РАН. Член национального оргкомитета Международного конгресса востоковедов (ICANAS, 2004).
В 2008—2011 годах по программе фундаментальных исследований Президиума РАН «Историко-культурное наследие и духовные ценности России» руководил проектами «Население Дагестана с древнейших времен по XX век включительно: социально-экономические и демографические процессы» и «Войны в истории Дагестана и их демографические последствия. 1901—1945 гг.» В последние годы возглавлял авторский коллектив по программе «Переселенческая политика в Дагестане: история и современность».

## Основные работы
- «Ликвидация кулачества как класса в Дагестане» (1972)
- «Осуществление новой экономической политики в Дагестане (1921—1925)» (1978)
- «История советского крестьянства Дагестана» (тт. 1—2, 1986—1989, совм. с Г. Ш. Каймаразовым)
- «Дагестанское село: экономика, культура, социальная инфраструктура (1970—1980-е гг.)» (1997, в соавт. с Г. А. Искендеровым)
- «Аграрные преобразования в Дагестане и переселение горцев на равнину (1920—1970-е гг.)» (2000)
- «Народы Дагестана» (2002, редактор)
- «История Дагестана с древнейших времен до наших дней» (тт. 1—2, 2004—2005, редактор)
- «Институт истории, археологии и этнографии» // «ДНЦ РАН. 60 лет» (2005)
- «Об уроках и правде истории Великой Отечественной войны» // «Вестник ИИАЭ», 2005, № 2
- «Историко-географическая характеристика, административное устройство, развитие промышленности и сельского хозяйства Дагестана» (кн. 1—2, 2006)
- «Дагестан в XX в.: исторический опыт регионального развития» (кн. 1—2, 2006—2007)
- «Письменные памятники Востока в составе рукописного фонда ИИАЭ ДНЦ РАН» // «Письменные памятники Востока», 2009, № 1 (в соавт. с Ш. Ш. Шихалиевым)
- «Борьба народов Советского Союза против фашистской Германии и современные фальсификаторы её истории» (2010, редактор)
- «Очерки истории Дагестана XX в.: статьи, доклады, выступления по актуальным вопросам» (2012)

## Награды
- Заслуженный деятель науки Республики Дагестан (1993).
- РФ (1999).
- орденом Дружбы.
- Орден «За заслуги перед Республикой Дагестан».
- «За трудовую доблесть».
- «За доблестный труд».
- Почётная грамота Президиума Верховного Совета ДАССР.
- Почётная грамота Президиума и объединённого профсоюза РАН.